# La Désirade
La Désirade – wyspa w archipelagu Gwadelupy na wschód od Grande-Terre, stanowiąca część gminy la Désirade. 
Wyspa była zasiedlana między III a XVI wiekiem przez ludy tubylcze, natomiast dla Europejczyków została odkryta podczas drugiej wyprawy Kolumba. Później służyła jako baza piratów, natomiast od 1728 aż do 1958 roku służyła jako miejsce odosobnienia trędowatych (leprozorium); w 1763 roku Francuzi zesłali tu też wielu niepokornych członków arystokracji. La Désirade ma powierzchnię 20,64 km² i wymiary ok. 11 na 2 km. Na większości obszaru znajduje się płaskowyż z najwyższym szczytem jest Grand-Montagne o wysokości 276 m n.p.m. Wyspa jest jedną z najstarszych na Antylach, a najstarsze znaleziska geologiczne na wyspie pochodzą sprzed 145 mln lat. Główną miejscowością jest Beauséjour (dawniej Grande-Anse). Ze względu na małą liczbę mieszkańców, liczne plaże, a także atrakcje przyrodnicze (m.in. duża populacja iguan) jest popularnym celem turystów.